# Drosophila setosimentum
Drosophila setosimentum este o specie de muște din genul Drosophila, familia Drosophilidae, descrisă de Hardy și Kaneshiro în anul 1968. Conform Catalogue of Life specia Drosophila setosimentum nu are subspecii cunoscute.

## Galerie

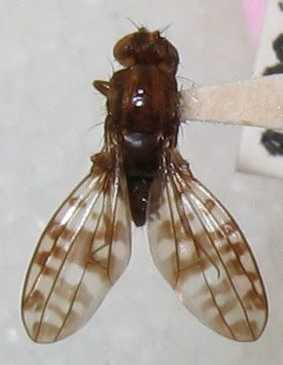